# Alfred Agyenta
Mons. Alfred Agyenta (* 20. ledna 1959, Wiagha) je ghanský římskokatolický duchovní a biskup Navrongo–Bolgatanga.

## Život
Narodil se 20. ledna 1959 ve vesnici Wiagha.
Studoval ve vyšším semináři St. Victor v Tamale. Dne 6. srpna 1988 byl vysvěcen na kněze a inkardinován do diecéze Navrongo–Bolgatanga. Byl farním vikářem katedrály Panny Marie Sedmibolestné v Navrongu. V letech 1991–1995 studoval na Papežském biblickém institutu v Římě. Po svém návratu se stal profesorem na vyšším semináři St. Victor v Tamale.
V letech 2000–2006 studoval na Université catholique de Louvain, kde získal doktorát z teologie. Poté dále pokračoval jako profesor v semináři St. Victor a St. Augustin.
Dne 5. dubna 2011 jej papež Benedikt XVI. jmenoval biskupem diecéze Navrongo–Bolgatanga. Dne 29. června 2011 byl vysvěcen na biskupa. Světiteli byli arcibiskup Léon Kalenga Badikebele, arcibiskup Philip Naameh a biskup Joseph Osei-Bonsu.